# Bowes (Virginia Occidental)
Bowes es un área no incorporada ubicada dentro del Distrito Central, una división civil menor del condado de Greenbrier, Virginia Occidental, Estados Unidos. Está catalogada como un asentamiento humano por la Junta de Nombres Geográficos de los Estados Unidos.
El número de identificación (ID) asignado por el Servicio Geológico de Estados Unidos es 1553956.

## Geografía
Se encuentra a una altitud de 530 metros sobre el nivel del mar (1739 pies) según el conjunto de datos de elevación nacional.